# حصن سمتر
حصن سمتر أو فورت سمتر (بالإنجليزية: Fort Sumter)‏، وهو حصن بحري يقع في تشارلستون، في كارولينا الجنوبية. وهو أول حصن اتحاديّ يستولي عليه الحلفاء خلال الحرب الأهلية الأمريكية (1861 - 1865).
في أبريل عام 1861 طالب بيير بيورغار، وهو جنرال اتحادي، باستسلام الحصن، إلا أن الرائد روبرت أندرسن (1805 - 1871)، الذي كان يتولى قيادة الدفاع عن ميناء تشارلستون، رفض ذلك الطلب. وكان القصف المدفعي العنيف، الذي تلا ذلك الرفض، هو بداية الحرب الأهلية. قامت قوات اتحادية بإخلاء الحصن في 14 أبريل عام 1861 وسمح الاتحاديون لأندرسن، ومن كان تحت إمرته، من الجنود، بمغادرة الحصن مع أسلحتهم وراياتهم. بقي الاتحاديون يسيطرون على حصن سَمتر حتى فبراير 1865.

## أعلام
- جاي إليس